# チチコグサ
チチコグサ（父子草、学名：Gnaphalium japonicum）は、キク科ハハコグサ属の植物。天青地白とも。

## 特徴
小柄な多年草で、全体に白い毛が多いが、葉面には毛がなく、緑に見えるところが多い。
花のない時期は地表に張り付くように育つ。根出葉はロゼット状に地表に広がり、花時にも残る。葉は長さ2.5-10cm、線形で細長く、先は少し尖る。表面は緑色、裏面は白毛を密生して白い。根元からは横に蔓状に匍匐枝を出し、その先端に新たな株を生じて増える。そのため、数本がひとかたまりに生えていることが多い。
花は春から秋にかけて咲き、ロゼットの真ん中から立ち上がった花茎の先につく。花茎は分枝せず直立して高さ8-25cm、白毛が多く、途中には数枚の茎葉がつく。茎葉も細長く、根出葉より小さくて、先端のものほど次第に小さくなる。
花茎の先端には多数の頭花が集まった集団が1つつく。頭花は褐色でへら状の総苞に包まれた楕円形の小さなもので、先端は少し尖るように突き出て、そこから小花が覗く。小花はすべて管状花で、中心には両性花、周囲には雄性花がある。しかしいずれも花弁は小さく、全く目を引かない。頭花の集団の基部には先の尖った線形の苞葉が3-4枚ほどつき、放射状に広がるので、小さいながらも星形になる。これも表は緑で裏は毛が多くて白い。

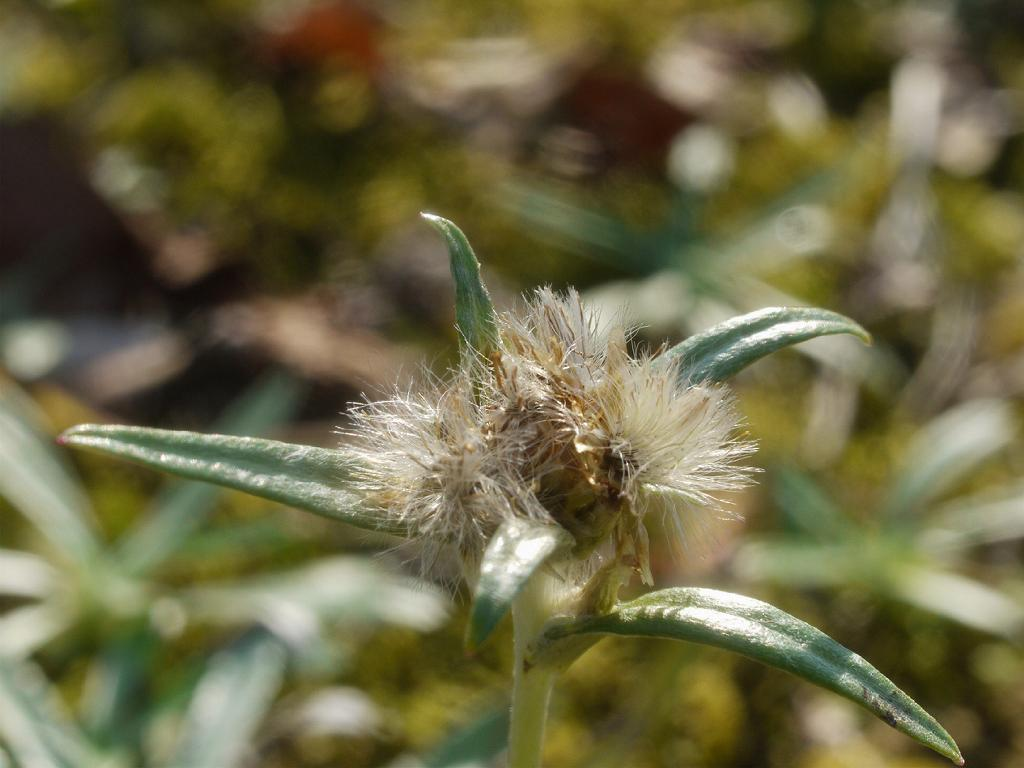
種子をつけた花序・綿毛が見える

そう果は長さ1mm、先端に3mmほどの綿毛をつける。

## 生育環境
日なたの背の低い草原に生える。何しろ背が低いので、他の草の合間に出ることは少なく、ほぼ裸地になっているところや、芝生などに見られる。

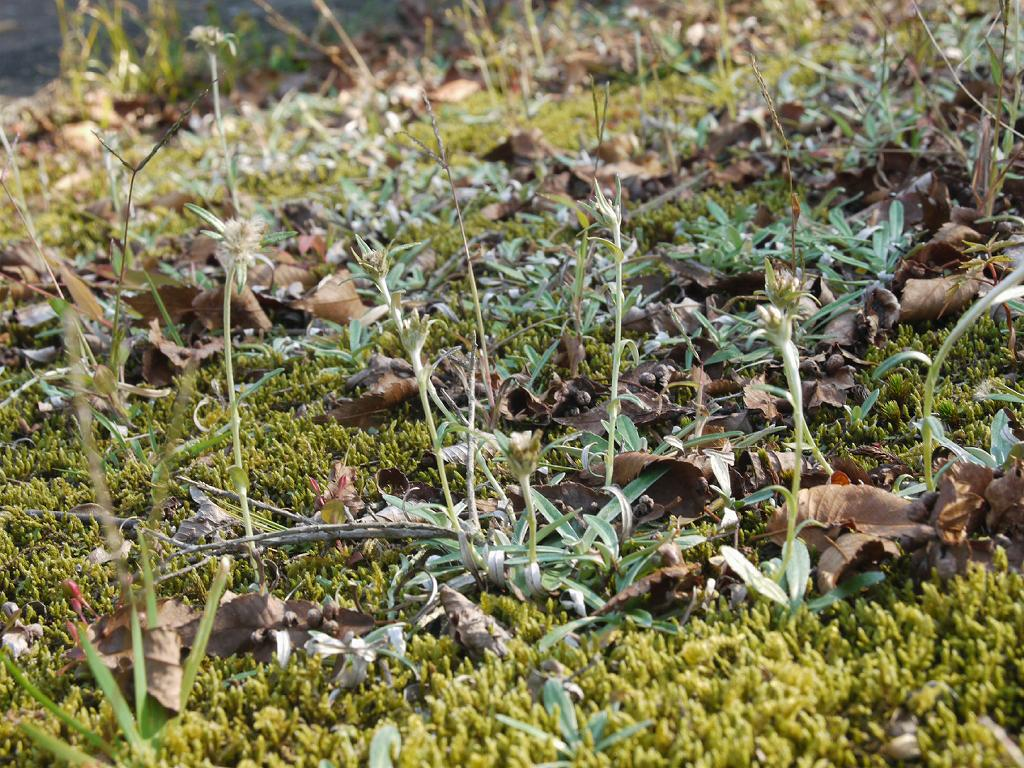
芝生に生えた様子

## 分布
日本では全土に見られる。国外では朝鮮、中国から知られる。

## 利害
雑草だが、邪魔になることは少ない。畑などに出ることも少ない。

## 分類
ハハコグサ属には日本に帰化植物を含めて数種があるが、形の上では似たものはない。特に花茎の先端に頭花がひとつにまとまり、その基部に苞葉があるという特徴は独特である。名前の上ではチチコグサモドキ G. pensylvanicum Wild. というのがあるが、茎葉がよく発達し、花序は葉腋に出るので、外形は全く似ていない。雑草としては、こちらの方がよく繁茂し、畑などでもよく見かける。

## 名前について
和名の意味は父子草である。これはハハコグサを母子草と見て、それに対して付けた名である。ただしハハコグサは本来は母子草の意味ではないとの説もあるので、この関係は少々ややこしい。なお、なぜ父なのかについては、はっきりした説がない。父母や男女の関係で名が付けられる例は他にもあり、たいてい男性側の方が大きいなどの特徴があるが、この例では父の方がずっと小さい。高橋は「ハハコグサより痩せて見える」ことによるといっている。